# Мохамед Хусейн
Мохамед Хусейн (араб. محمد حسين, нар. 31 липня 1980, Манама) — бахрейнський футболіст, захисник саудівського клубу «Аль-Наср» (Ер-Ріяд) і національної збірної Бахрейну.

## Клубна кар'єра
У дорослому футболі дебютував 2000 року в Катарі виступами за команду клубу «Аль-Гарафа», в якій провів один сезон, взявши участь лише у 8 матчах чемпіонату. 
Своєю грою за цю команду привернув увагу представників тренерського штабу клубу «Аль-Аглі», до складу якого приєднався 2001 року. Відіграв за цю саудівську команду наступні два сезони своєї ігрової кар'єри.
У 2003 році уклав контракт з клубом «Аль-Аглі» (Манама), у складі якого провів наступні три роки своєї кар'єри гравця. З 2006 року один сезон захищав кольори команди клубу «Казма». Згодом з 2007 по 2008 рік продовжив виступати у Кувейті, грав у складі команд клубів «Аль-Кадісія» та «Аль-Сальмія».
З 2009 року три сезони захищав кольори команди катарського клубу «Умм-Салаль». Більшість часу, проведеного у складі «Умм-Салаля», був основним гравцем захисту команди.
Протягом 2012 року захищав кольори команди бахрейнського клубу «Ар-Ріффа».
До складу саудівського «Аль-Наср» (Ер-Ріяд) приєднався 2013 року. Відтоді встиг відіграти за саудівську команду 37 матчів в національному чемпіонаті.

## Виступи за збірну
У 2000 році дебютував в офіційних матчах у складі національної збірної Бахрейну. Наразі провів у формі головної команди країни 102 матчі, забивши 8 голів.
У складі збірної був учасником кубка Азії з футболу 2004 року у Китаї, кубка Азії з футболу 2007 року, кубка Азії з футболу 2015 року в Австралії.

## Досягнення
- Саудівська Прем'єр-ліга:
  -  Чемпіон (2): 2013/14, 2014/15

- Кубок наслідного принца Саудівської Аравії:
  -  Володар (1): 2013/14